# Helen Lloyd Breed
Helen Lloyd Breed (New York, 27 gennaio 1911 – New York, 16 aprile 2005) è stata un'attrice statunitense.

## Biografia
È nata a New York il 27 gennaio 1911. Ha recitato in diversi film tra gli anni ’80 e ’90 in ruoli da caratterista come nel film Le streghe di Eastwick dove interpreta la signora Biddle, la signora nel negozio che parla con Cher. È morta, all'età di 94 anni, il 16 aprile 2005 dopo una lunga malattia.

## Filmografia

### Cinema
- Who's That Girl, regia di James Foley (1987)
- Le streghe di Eastwick (The Witches of Eastwick), regia di George Miller (1987) nel ruolo di Mrs. Biddle
- L'allegra fattoria (Funny Farm), regia di George Roy Hill (1988)
- Stress da vampiro (Vampire's Kiss) di Robert Bierman (1989)
- Commissione d'esame (How I Got Into College) (1989) di Savage Steve Holland
- Saluti dal caro estinto (Passed Away), regia di Charlie Peters (1992) come zia Maureen
- Home Before Dark, regia di Maureen Foley (1997)
- Big Daddy - Un papà speciale (Big Daddy) (1999) di Dennis Dugan
- Mickey occhi blu (Mickey Blue Eyes), regia di Kelly Makin (1999) come anziana offerente all'asta

### Televisione
- Mathnet - serie TV, 1 episodio (1987) come Mrs. Shaw
- Sogni infranti (Dream Breakers), regia di Stuart Millar – film TV (1989)
- Law & Order - serie TV (1993) come Myra Goldman

## Teatro
- A Little Night Music revival musicale

Off-Off-Broadway, 1981 accreditata come performer